# Tech City News
Noticias Tecnológicas de la Ciudad (en inglés: Tech City News), es una revista británica. Contiene noticias relacionadas con la informática y se publica trimestralmente. Ubicada en Fergusson House, 124-128 City Road EC1V 2NJ, Londres, Reino Unido.
La revista pertenece a The Publishing Group. Su director es Alex Wood.